# Бурсит ліктьового відростка
Бурсит ліктьового відростка (лат. bursitis olecrani, ліктьовий бурсит; бурсит підшкірної сумки ліктьового суглоба; бурсит ліктьового суглоба) — запалення бурси (сумки), яка лежить над ліктьовим відростком (олекрананом) в проксимальній частині ліктьової кістки. Поверхневе розташування такої бурси, а саме між ліктьовою кісткою та шкірою, сприяє виникненню запалення через різноманітні механізми, насамперед через гостру або повторну травму. У випадку якщо запалення спричинене різними мікроорганізмами, частіше бактеріями, то таке називають септичним бурситом. Але зазвичай дві третини випадків — це асептичний бурсит.
Бурса (сумка) ліктьового відростка — це синовіальна оболонка, розташована безпосередньо позаду ліктьового відростка ліктьової кістки. Функція бурси полягає в тому, щоб допомагати плавно ковзати м'яким тканинам над ліктьовим відростком при згинанні та розгинанні ліктя.
Бурсит ліктьового відростка зустрічається відносно часто.

## Причини
Етіологія ліктьового бурситу зазвичай є вторинною стосовно травми, основного запалення або інфекційного ураження. Травма може призвести до кровотечі в бурсі та вивільнення медіаторів запалення, які сприяють рецидиву захворювання. Виникнення бурсита також може бути пов'язано із запальними станами, такими як ревматоїдний артрит, псоріатичний артрит і подагра, або хронічними захворюваннями, такими як діабет, алкоголізм або ВІЛ. Через погану васкуляризацію вважається, що інфекція в бурсу проникає через шкіру, а не гематогенним шляхом.
Опирання на кінчик ліктя протягом тривалого проміжку часу на тверді поверхні, такі як стіл або підлокітник в автомобілі/вантажівці, може спричинити ліктьовий бурсит. Як правило, цей вид бурситу розвивається протягом декількох місяців.

## Симптоми

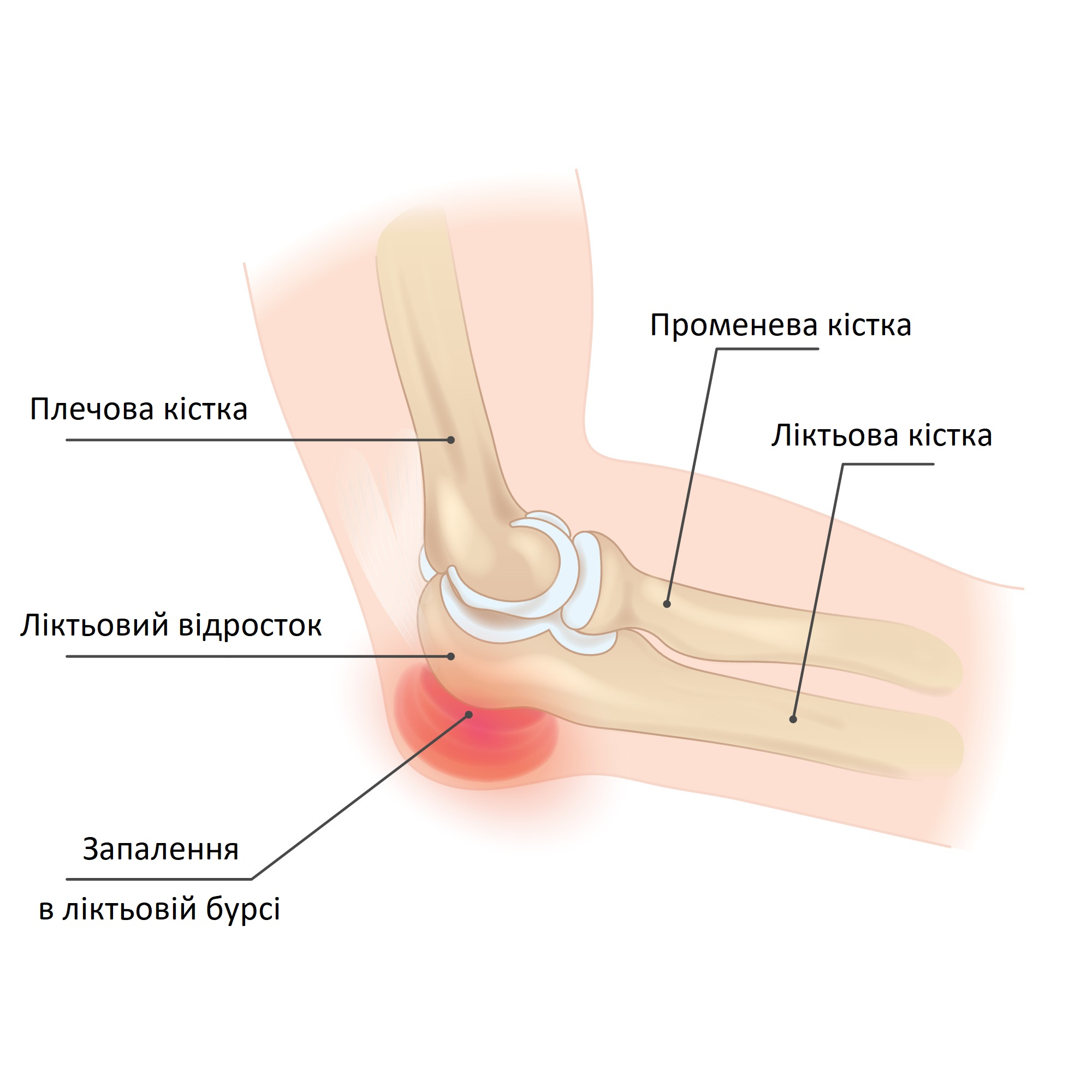
Ліктьовий бурсит

Ліктьовий бурсит проявляється у вигляді набряку над ліктьовим відростком. Коли набряк бурси прогресує, він може обмежувати рух ліктьового суглоба. На початку захворювання рухи ліктем не обмежені, що відрізняє бурсит від безпосередньо набряку в ліктьовому суглобі. Зовнішній вигляд бурситу має характерну круглу форму або форму «м'яча для гольфу», враховуючи наявність рідини в бурсі.
Якщо бурсит виникає внаслідок інфекції, він зазвичай викликає еритему та болючість. Також можуть виникати загальні симптоми, такі як гарячка та нездужання. Слід зазначити, що гарячка присутня лише приблизно у 70 % усіх випадків септичного бурситу, тому інфекційну етіологію не можна достовірно виключити у пацієнта з нормальною температурою тіла.

## Діагностика

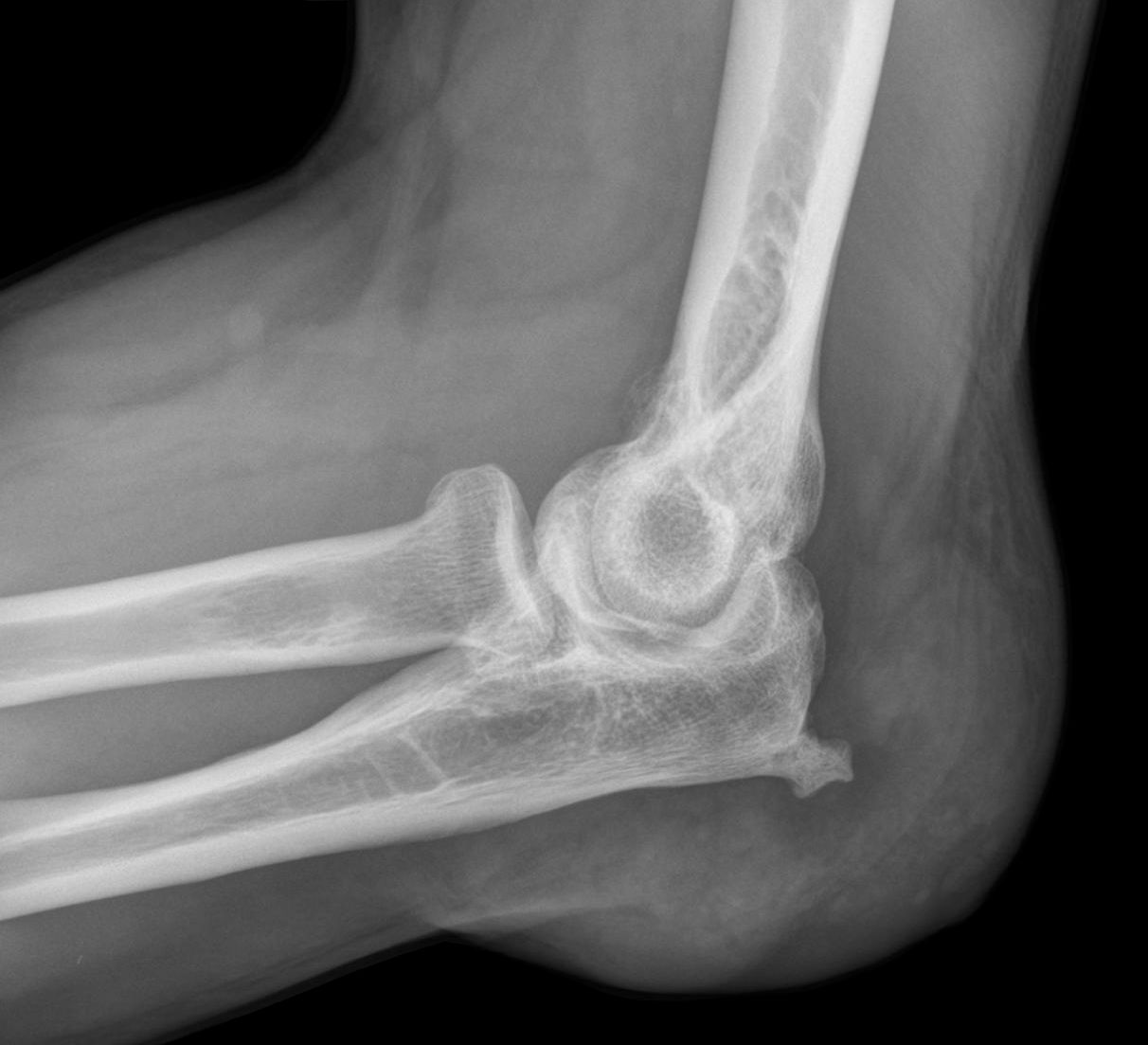
Рентгенограма ліктьового суглоба в боковій проекціїї на якій визначається остеофіт (шпора) ліктьового відростка та набряк м'яких тканин в ділянці бурси

Діагноз бурситу ліктьового суглоба зазвичай не викликає труднощів. Він встановлюється за наявності характерного балотування при пальпації випинання над ліктьовим відростком. Діагноз ліктьового бурситу часто встановлюється лише за допомогою клінічної оцінки без допомоги об'єктивного діагностичного тестування. Однак діагностичні тести стають дуже важливими, коли розглядають вірогідність альтернативних діагнозів або наявності інфекції. Досвідчений клініцист найчастіше встановлює діагноз лише за допомогою анамнезу та фізичного огляду. При постановці діагнозу дуже важливо враховувати ризик септичного бурситу.
Пункція бурси та аспіраціїї її вмісту з подальшим лабораторним аналізом вважаються золотим стандартом діагностики. Це дослідження особливо важливо, коли розглядається інфекційна причина. При оцінці, щоб виключити інфекцію, рідина повинна бути відправлена на лабораторне дослідження для підрахунку клітин, фарбування за Грамом, культуральних тестів (посівів) і тестів на чутливість до антибіотиків, а також дослідження на наявність кристалів.
Для дообстеження та виключення переломів кісток, у випадку травми проводять рентгенографічне обстеження.
Додаткового може проводитися ультразвукове дослідження ділянки ліктьового суглоба. УЗ — ознаки бурситу:
- збільшення розмірів сумки, потовщення синовіальної сумки >2 мм, анехогенна зона в проєкції ураженої сумки (наявність вільної рідини), обмежена гіперехогенною оболонкою (стінка сумки) — характеризують проліферативні або запальні зміни;[2]

Диференційними УЗ-ознаками гострого та хронічного бурситу є:
- Товщина стінки сумки (при гострому бурситі стінки тонкі, при хронічному — товсті, досить часто — з нерівними контурами).[2]
- Особливості ехоструктури рідини в порожнині сумки (при гострому бурситі — гомогенна анехогенна, при хронічному — часто негомогенна, з наявністю ехо"+" включень, рухомих при проведенні функціональних проб, різного розміру та ехощільності).[2]
- Наявність васкуляризації при допплеровському дослідженні (при гострому бурситі найчастіше кровоток в стінці сумки відсутній, при хронічному — спостерігається часто).[2]

## Лікування

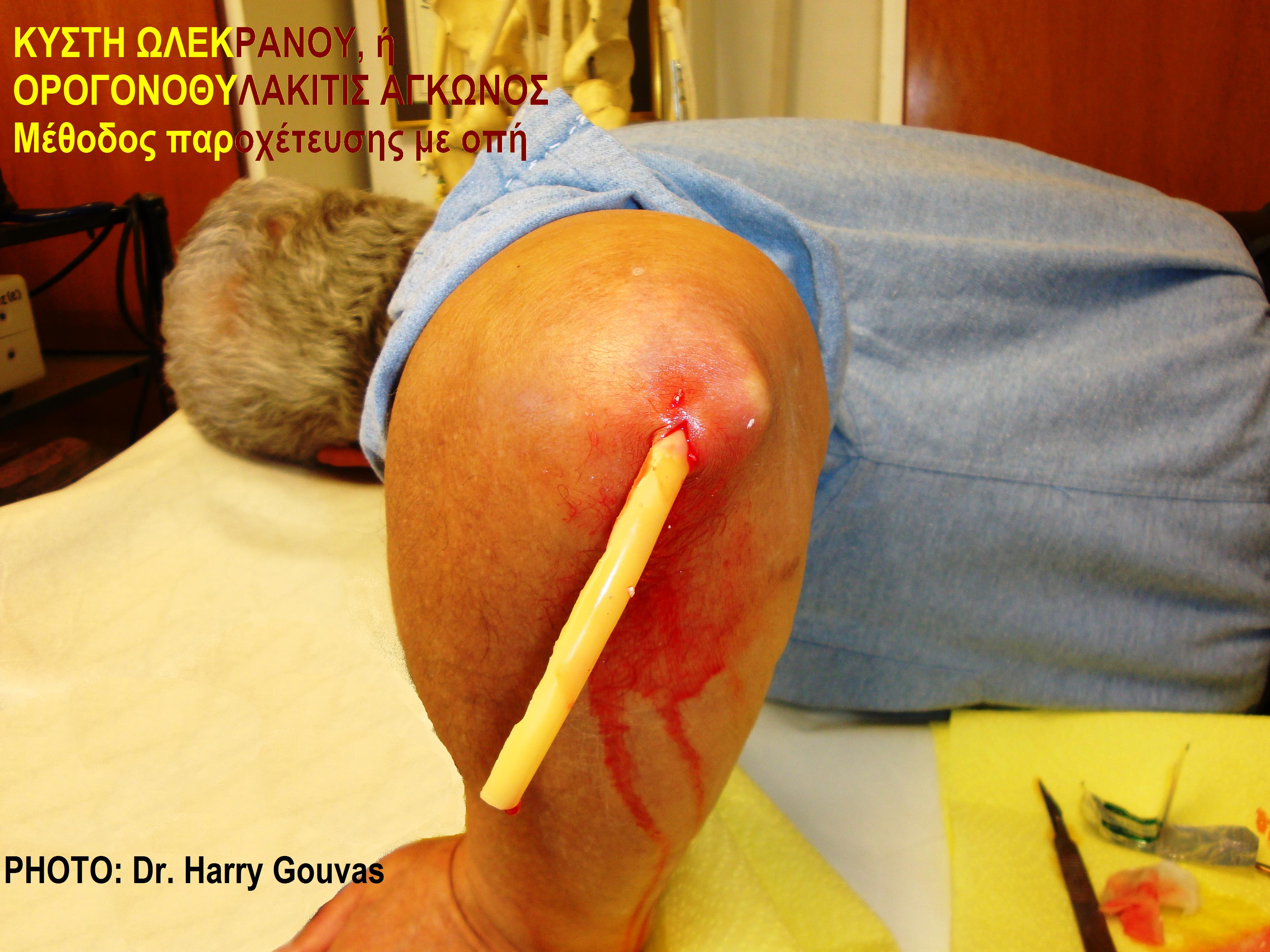
Дренування інфікованого ліктьового бурсита

Тактика лікування бурситу багато в чому залежить від того, чи є він інфекційним, чи неінфекційним.
Гострий неінфекційний бурсит проходить самостійно. Його можна лікувати консервативно за допомогою відпочинку, холодових компресів та застосування НПЗЗ. Застосування еластичного бинта також допомагає запобігти набряку. Деякі дослідження показали, що ін'єкція кортикостероїдів може призвести до раннього зменшення симптомів ліктьового бурситу, але це лікування несе до 10 % ризику ятрогенної інфекції.
Для амортизації ліктя та зменшення тиску на нього можна використовувати налокітник. Рекомендують уникати дій, які спричиняють прямий тиск на набряклий лікоть. Шина, яка допомагає тримати розігнутий лікоть прямо, також може допомогти запобігти стягненню шкіри навколо ліктя.
У пацієнтів із повторними епізодами ліктьового бурситу можна розглянути можливість проведення операції бурсектомії. Наявність підлеглої кісткової шпори на рентгенограмах вказує на ризик повторного рецидиву. Таким чином, у пацієнтів з відомою наявністю кісткової шпори та більш ніж одним рецидивом слід розглянути питання про хірургічне видалення шпори. Постійно рецидивуючий бурсит без наявності шпори може бути вилікований хірургічним видаленням бурси.
Операція з видалення бурси зазвичай виконується амбулаторно. Операція не порушує жодних м'язових, зв'язкових або суглобових структур. Після операції лікар може накласти на руку шину, щоб захистити післяопераційну рану. У більшості випадків гіпсова пов'язка або тривала іммобілізація не потрібні. Післяопераційна рана має добре зажити протягом 12–16 днів після операції, а через 3–4 тижні пацієнту дозволяють повністю використовувати лікоть.
Інфекційний бурсит вимагає лікування антибіотиками, особливо протимікробними препаратами, спрямованими проти стрептококових і стафілококових мікроорганізмів. Наполегливо рекомендується аспірація та дренаж бурси. Лікування пероральніими антибіотиками протягом 7 днів зазвичай є достатніми, оскільки немає доказів зменшення рецидивів при більш тривалих курсах лікування. Бурсектомія розглядається для пацієнтів з рецидивуючими інфекціями або без клінічного поліпшення стану, попри інші методи лікування. Підтвердження системної інфекції має включати подальшу оцінку важкого сепсису або септичного шоку з відповідним лікуванням для обох станів.